# Störungen des Lernprozesses in Bildungseinrichtungen während der COVID-19-Pandemie in Deutschland
Ab dem März 2020 führte die COVID-19-Pandemie in Deutschland zu einer Vielzahl von Störungen in den gewohnten Abläufen von Lernprozessen in Bildungseinrichtungen, d. h. in Kindertagesstätten, Schulen, Ausbildungsbetrieben, Berufsfachschulen, Hochschulen und Einrichtungen der Erwachsenen- und Weiterbildung.

## Allgemeines

### Bedeutung von Bildungseinrichtungen für die Sozialisation junger Menschen
Laut Art. 6 Abs. 2 GG sind „Pflege und Erziehung der Kinder […] das natürliche Recht der Eltern und die zuvörderst ihnen obliegende Pflicht.“ In der Regel sind Familien diejenige Instanz, in der die primäre Sozialisation eines Kindes stattfindet. Die elterliche Sorge (§§ 1626 bis 1698b BGB) findet juristisch ihr Ende erst mit der Volljährigkeit des inzwischen zum Jugendlichen gewordenen Kindes.
Mit dem Eintritt in eine Kindertagesstätte bzw. in eine Schule werden Bildungseinrichtungen im Sinne des Artikellemmas zu Hauptinstanzen, durch die die sekundäre Sozialisation von Kindern und Jugendlichen, z. T. auch noch von jungen Erwachsenen, erfolgt. Die Sekundärsozialisation in Kindertagesstätten und Schulen wird mit dem Abgang aus dem System Allgemeinbildender Schulen abgeschlossen. In der Regel folgen dieser Phase in Deutschland Bildungs- und Ausbildungsgänge in Ausbildungsbetrieben (im Rahmen der Dualen Ausbildung) oder Berufsfachschulen (im Rahmen der vollzeitschulischen Berufsausbildung) bzw. Hochschulen. Solche stärker berufsortierenden Bildungsgänge werden der tertiären Sozialisation zugeordnet.
Im Vordergrund dieses Artikels stehen schwerpunktmäßig Prozesse, die im Falle des Gelingens der Sozialisation zur Eingliederung des jungen Menschen ins Arbeits- und Berufsleben führen. Aspekte, die das Erlernen anderer sozialer Rollen betreffen, werden in diesem Artikel nur am Rande behandelt, wie auch die Auswirkungen der „Störungen“ auf das soziale Umfeld der Kinder, Jugendlichen und jungen Erwachsenen in den Bildungseinrichtungen.

### Bewältigung von Übergangsphasen
Die Sozialisation junger Menschen ist durch mehrere Übergangsphasen von einer Lebensstation in die nächste geprägt. Von besonderer Bedeutung sind dabei Statuspassagen, deren erfolgreiche Bewältigung Lebenschancen eröffnet, die weniger Erfolgreichen verwehrt bleiben. Im Hinblick auf einen möglichen Berufserfolg sind ein erfolgreicher Schulabschluss und ein erfolgreicher Hochschul- bzw. Berufsabschluss von entscheidender Bedeutung. Die COVID-19-Pandemie machte sich im Hinblick auf das Artikelthema vor allem dadurch negativ bemerkbar, dass sie die berechtigte Befürchtung auslöste, die Pandemie verringere die Wahrscheinlichkeit einer erfolgreichen Bewältigung von Statuspassagen und stelle damit Angehörige der davon betroffenen Jahrgänge schlechter als Angehörige früherer Jahrgänge. Solche Befürchtungen konnten allerdings durch gezielte Fördermaßnahmen zur Erreichung traditioneller Prüfungsstandards oder durch Senkung des Niveaus von Prüfungsanforderungen abgemildert werden, sofern diese Maßnahmen (in hinreichendem Umfang) angewendet wurden.

### „Vernarbungseffekte“
Der Soziologe Michael Corsten sah Parallelen zwischen Jahrgängen, die unter Kriegen und Wirtschaftskrisen besonders gelitten haben, und der von ihm so genannten „Generation Corona“: Alle betroffenen Jahrgänge hätten abrupte Zäsuren erlebt, „die auch zeitlich einander nahe Altersgruppen ganz unterschiedlich erfuhren. Die einen hatten noch bestimmte Entwicklungen durchlaufen, die anderen standen unter veränderten Vorzeichen vor ganz neuen Herausforderungen.“ Er befürchtete sogenannte „Vernarbungseffekte“ bei denjenigen Jahrgängen, die sich ab 2020 in kritischen Übergangsphasen ihrer Sozialisation befanden.
Solche „Vernarbungen“ seien noch nach Jahren erkennbar, indem Menschen mit (hier: pandemiebedingten) Störungen ihres Lebenslaufs ein geringeres (Lebens-)Einkommen erzielten als nur unwesentlich Ältere, die bei Eintritt der Pandemie bereits wichtige Übergangssituationen bewältigt hätten. Zu rechnen sei mit Berufseinsteigern, die sich mit weniger Lohn zufriedengäben oder gar keine Stelle fänden und die mit den Folgen ihr ganzes Erwerbsleben lang zu kämpfen hätten. Sie bekämen auch Jahre später oft weniger Gehalt und hätten ein höheres Risiko für Arbeitslosigkeit.
Die Entwicklungsneuropsychologin Anja Karlmeier warnte im Juli 2020 vor den Langzeitschäden, die durch COVID-19-bedingte Verhaltensänderungen bei Kindern und Jugendlichen drohten. Die Hirnentwicklung von Kindern und Jugendlichen sei untrennbar mit ihrer sozialen und gesellschaftlichen Entwicklung verbunden, also damit, welche Möglichkeiten sie hätten, sich in der Familie, in der Schule und Freizeit zu entfalten. Insbesondere Schulschließungen und Kontaktbeschränkungen würden sich wahrscheinlich langfristig auf die Entwicklung von Kindern und Jugendlichen auswirken. Relativ belastbar seien allerdings, so Anja Karlmeier, Jugendliche ab 15 Jahren; ihnen falle es relativ leicht, sich an neue Situationen anzupassen, und sie hätten auch in „normalen Zeiten“ permanent neue Anforderungen zu bewältigen.
Im November 2020 zweifelte Nadja Schlüter daran, dass es eine umfassende „Generation Corona“ tatsächlich geben werde. Sie begründete ihren Zweifel damit, dass möglicherweise der „Vernarbungseffekt“ bei denjenigen, die ab 2020 in Deutschland eine Übergangssituation zu bewältigen haben, noch abwendbar sei. Darüber hinaus könne es „die Generation Corona“ nicht geben, da „jede*r mit unterschiedlichen Voraussetzungen und Bedürfnissen in diese Krise geraten“ sei. Die Auswirkungen der Krise seien umso schlimmer, je niedriger das Bildungsniveau der Betroffenen sei. Allerdings ist auch für Nadja Schlüter „klar“, dass das „Erlebnis der Pandemie […] alle jungen Menschen auf die eine oder andere Weise prägen“ werde.
Im Februar 2023 stellte die Weltbank fest, dass „die COVID-19-Pandemie die Ansammlung von Humankapital in kritischen Augenblicken des Lebenslaufs empfindlich gestört“ habe und zur „Entgleisung der Entwicklung von Millionen Kindern und jungen Leuten in Ländern mit geringem und mittlerem Durchschnittseinkommen“ geführt habe (also nicht primär in Ländern mit einem hohen Durchschnittseinkommen wie Deutschland). Jedoch riskierten alle Staaten „vernarbte Generationen bislang unbekannten Ausmaßes“ (englisch: „scarred generations of unmet potential“), „[w]enn nicht sofort Gegenmaßnahmen ergriffen würden.“

## Situation bis zum Sommer 2021

### Kindertagesstätten
In erster Linie ist die Kindertagesbetreuung (ein Sammelbegriff für alle Formen der Betreuung von Kindern außerhalb der Familien) ein Instrument, Müttern und Vätern die Vereinbarkeit von Familie und Beruf zu garantieren, indem diese, ohne sich um ihre Kinder Sorgen machen zu müssen, während der Betreuungszeiten einer Erwerbstätigkeit nachgehen können. Zugleich sind Kinderkrippen, Kindertagespflegestellen und Kindergärten auch Orte, an denen soziales Lernen und auch bereits „Bildung“ stattfindet, vor allem in Form einer frühen Schulung im Umgang mit der deutschen Sprache.
Etwa zeitgleich zu den unten angeführten Schließungen von Schulen und der Anwendung neuer Organisationsformen im Schulunterricht wurde auch der Zugang zu Einrichtungen der Kindertagesbetreuung weitgehend unmöglich gemacht bzw. erschwert.
Das Fehlen bzw. der Ausfall professioneller Betreuungsangebote für Kinder im Vorschulalter, insbesondere zu einem frühen Spracherwerb, kann bereits bei Kleinkindern zu „Lernrückständen“ führen, aus denen sich spätestens in der Grundschule ein „Wettbewerbsnachteil“ im Vergleich zu Mitschülern (mit Deutsch als Muttersprache) entwickeln kann. In Deutschland gibt es auch deshalb eine Schulpflicht, weil der Staat die Zuversicht von Eltern skeptisch bewertet, sie allein könnten ihren Kindern alles beibringen, was sie für ihr (späteres) Leben benötigen. Die Schulpflicht ist im Art. 7 des Grundgesetzes geregelt. Bereits im Vorschulalter können viele Kinder von ihren Eltern nicht dieselben Lernanregungen erhalten wie von pädagogisch gut ausgebildeten Fachkräften, zumal insbesondere Kindergärten sich immer mehr zu frühkindlichen Bildungseinrichtungen weiterentwickeln.
Probleme bei der Einschulung kann es auch für Einzelkinder geben, die bis zu ihrer Einschulung ohne intensiven Kontakt zu etwa Gleichaltrigen aufgewachsen sind, die also Defizite im Bereich des sozialen Lernens aufweisen. Eine pandemiebedingte Verkürzung der Zeit, in der eine Sekundärsozialisation in Kindertagesbetreuungseinrichtungen wirksam werden kann, kann auch bei diesen Kindern negative Folgen haben.

### Schulen
Nach Angaben der Vereinten Nationen durften während der Covid-19-Pandemie mehr als 1,6 Milliarden Schüler in 190 Ländern zeitweise ihre Schule nicht betreten, darunter auch die meisten Schüler in Deutschland.

#### Unterricht in Schulgebäuden und in/auf Sporteinrichtungen
Während der COVID-19-Pandemie wurde der schulische Unterricht vor allem dadurch gestört, dass
- er phasenweise nicht als Präsenzunterricht in Räumen der Schule stattfand, sondern in Form von Distanzunterricht und daher
- in vielen Fällen technische Probleme bei der Kommunikation von Lehrern mit Schülern auftraten, die sich zu Hause aufhielten,
- Klassen geteilt wurden (um für mehr Distanz in Schulräumen zu sorgen), so dass es zu Wechselunterricht kam (Phasen von Präsenzunterricht und Distanzunterricht),
- die AHA+L-Regel Lüften während des Unterrichts erforderlich machte (auch in der kalten Jahreszeit),
- die Maskenpflicht das Verständnis von Gesagtem beeinträchtigte,
- gemeinsame Unternehmungen von Lerngruppen an außerschulischen Lernorten sowie Tagesausflüge und mehrtägige Fahrten aufgrund des Gebots ausfielen, die Mobilität der Schüler auf ein Minimum einzuschränken,[8]
- monatelang an Schulen kein Sportunterricht erteilt wurde (was die Entwicklung motorischer Fähigkeiten und Fertigkeiten beeinträchtigte und den Bewegungsmangel bei vielen Schülern infolge des Ausfalls außerschulischer Sportangebote verstärkte),
- viele Schüler an zwei aufeinander folgenden Schuljahren (noch) keinen Schwimmunterricht erhalten haben; die Deutsche Lebens-Rettungs-Gesellschaft (DLRG) warnt vor dem Entstehen einer „Generation Nichtschwimmer“, auch aufgrund der Schließung von Schwimmbädern und dem Ausfall von Schwimmlehrgängen in diesen Bädern[9] (die Befürchtung, dass Deutschland zum „Nichtschwimmerland“ werden könnte, äußerte die DLRG allerdings schon 2017[10]).

Ab März 2020 wurden sogar flächendeckend alle Schulen in Deutschland geschlossen; damit fiel auch die Ganztagsbetreuung von Schülern in Schulen und Schulhorten fort, außer in Form von Notbetreuungen für Kinder, deren Eltern in systemrelevanten Berufen arbeiteten. Für alle anderen Kinder musste der Unterricht weitgehend als Lernen zu Hause per Fernunterricht erfolgen. Erst mit dem Ende der „dritten Welle“ der Pandemie im Frühjahr 2021 wurde der Präsenzunterricht in allen Klassen in voller Klassenstärke wieder möglich, sofern nicht die „Bundesnotbremse“ diese Maßnahme ausschloss.

##### Eingeschränkter bzw. ausgefallener Präsenzunterricht
Nach Angaben des Bundesinstituts für Bevölkerungsforschung zu dem Umfang der pandemiebedingten Beschränkungen des Präsenzschulbetriebs waren bereits im ersten Lockdown vom 23. März 2020 bis zum 5. Mai 2020 an insgesamt 44 Tagen die Schulen weitgehend geschlossen. Anschließend erfolgte eine partielle Öffnung, wobei aber in mehreren Ländern die Sekundarstufen länger geschlossen waren und es teilweise bis zu den Sommerferien Wechselunterricht gab. Im Mittel waren die
Schulen bis zum 3. Juli 2020, dem durchschnittlich letzten Schultag vor den Sommerferien, an 59 Tagen partiell geschlossen. Für die meisten Schüler fand in einem Zeitraum von insgesamt zwischen eineinhalb und drei Monaten gar kein Präsenzunterricht statt.
In der Zeit von Dezember 2020 bis Februar 2021 gab es weitgehend vollständige Schulschließungen an insgesamt 61 Tagen. Anschließend wurde partiell der Präsenzschulbetrieb, insbesondere für Grundschulkinder, wieder aufgenommen, wobei es bei den Sekundarstufen erhebliche Unterschiede nach Ländern gab. Bis zum 7. Juni 2021 folgten partielle Schulschließungen an 112 Tagen. Insgesamt summierten sich die vollständigen und partiellen Schulschließungen bis Anfang Juni 2021 auf 173 Tage. Für die Grundschüler betrug die Zeit ohne Präsenzunterricht mindestens zwei Monate. In einigen Ländern waren Schüler der siebten bis zwölften Klasse von Mitte Dezember 2020 bis Mitte Mai 2021 nicht in der Schule. Mehrere Millionen Kinder und Jugendliche besuchten in dieser Zeit vier oder fünf Monate keine Schule in Präsenz. Der Vorsitzende des Deutschen Lehrerverbands gab im Mai 2021 an, dass seit März 2020 zwischen 350 und 800 Stunden Präsenzunterricht für jeden Schüler ausgefallen seien. Dies ist im Schnitt ein halbes Schuljahr, wenngleich im Einzelnen große Unterschiede bestehen.
Der Präsenzunterricht wurde vorwiegend nicht durch Digitalunterricht ersetzt. Eine Schülerbefragung zum Distanzunterricht ergab, dass der Anteil an Schülern, die bei einem Wegfall von Präsenzunterricht täglich gemeinsamen Unterricht für die ganze Klasse hatten, von 6 % im Frühjahr 2020 auf 26 % Anfang 2021 anstieg; 39 % der Schüler hatten einen solchen Distanzunterricht aber auch noch Anfang 2021 nur maximal einmal pro Woche.
Nicht alle eigentlich vorgeschriebenen Lernstandskontrollen, insbesondere Klassenarbeiten und Klausuren, konnten im Schuljahr 2020/2021 durchgeführt werden.

##### Handhabung des Distanzunterrichts
Anders als beim Hausunterricht oder beim Fernunterricht ist Distanzunterricht keine auf Dauer angelegte Form, Schüler zu unterrichten. Distanzunterricht ist als Notmaßnahme für den Fall konzipiert, dass die AHA+L-Regel während des Unterrichts in der Schule nicht oder nur unzureichend eingehalten werden kann bzw. wenn die 7-Tage-Inzidenz über den Wert von 165 Neuinfizierten auf 100.000 Einwohner eines (Land-)Kreises oder einer kreisfreien Stadt angestiegen ist.
Bei der Handhabung des Distanzunterrichts zeigten sich mehrere Probleme:
- Die Verteilung von Hausaufgaben in Form von Arbeitsblättern wird unzulässig als Distanzunterricht bezeichnet. Die Schulen kommen so ihrer gesetzlichen Pflicht auf Unterricht nicht nach. Irreführend ist im Übrigen auch die umgangssprachliche Benutzung des Anglizismus „Homeschooling“ als vermeintlichen Synonyms für „Distanzunterricht“, da das traditionelle Homeschooling im englischsprachigen Raum auf Deutsch korrekt mit „Hausunterricht“ übersetzt werden müsste (bei dem nicht ein ständiger Kontakt mit einer staatlich anerkannten Schule vorgesehen ist).
- Die technische Ausstattung vieler elterlichen Haushalte, aber auch vieler Schulen und Lehrer entsprach nicht den Anforderungen des Online-Unterrichts.
- Die technische und inhaltliche Gestaltung vieler Lernplattformen war und ist unzulänglich.
- Auch leistungsschwache Internetverbindungen erschwerten in vielen Fällen die störungsfreie Kommunikation zwischen Lehrkräften und Schülern.
- Viele Eltern fühlten sich mit der Erwartung überfordert, Lehrerfunktionen wahrnehmen zu sollen, wenn spontane Nachfragen bei Lehrern oder Mitschülern bei Hausaufgaben nicht möglich waren (anders als etwa in Stillarbeitsphasen während des Präsenzunterrichts).[16] Durch die Beschulungspflicht des Staates (in Deutschland) ist es unzulässig die Beschulung auf die Eltern abzuwälzen. Bereits 1982 hatte der Spiegel Hausaufgaben als „Hausfriedensbruch“ im Sinne einer Störung des häuslichen Friedens bewertet, da sie eine ständige Quelle der Belästigung von Eltern und des häuslichen Unfriedens seien.[17][18][19]

Durch eine im Juni 2020 durchgeführte Umfrage unter Eltern fand das ifo Zentrum für Bildungsökonomik heraus, dass sich Schüler in Phasen des Distanzunterrichts statt 7,4 Stunden pro Schultag im Präsenzunterricht nur 3,6 Stunden pro Schultag mit Schulangelegenheiten beschäftigt hätten. 57 Prozent der Schüler hatte demnach seltener als einmal pro Woche gemeinsamen Online-Unterricht, nur 6 Prozent täglich. Noch seltener hatten die Schüler individuellen Kontakt mit ihren Lehrkräften. Besonders davon betroffen waren Nicht-Akademikerkinder und leistungsschwächere Schüler. 96 Prozent erhielten wöchentlich Aufgabenblätter zur Bearbeitung. 64 Prozent erhielten zumindest einmal pro Woche eine Rückmeldung zu den Aufgaben. Nach dem zweiten Lockdown stellte das ifo Zentrum im Frühjahr 2021 fest, dass sich die durchschnittliche Lernzeit pro Schüler nur um eine halbe Stunde pro Tag verlängert habe.
Dem ifo Zentrum zufolge habe sich der Anteil der Lehrer, die jeden Tag aktiv online per Videokonferenz unterrichten und dabei auch den einzelnen Schülerinnen und Schülern Feedback geben, von sechs Prozent im ersten Lockdown auf 26 Prozent im dritten Lockdown erhöht. Das Zentrum empfiehlt eine Dienstpflicht „zum täglichen Online-Unterricht per Videoschalte“ in Zeiten ohne Präsenzunterricht.
Das „Kommunale Bildungsmanagement des Landkreises Anhalt-Bitterfeld“ bewertete 2020 den flächendeckenden Distanzunterricht im Land Sachsen-Anhalt als „ungeplantes Experiment im Reallabor“. Die Manager befragten in ihrem Landkreis 448 Eltern und 121 Lehrende zu ihrer Haltung zum Distanzunterricht während des ersten Lockdowns in der COVID-19-Pandemie. 97 % der Eltern und 75 % der Lehrenden gaben an, dass Distanzunterricht in Zukunft nur dann sinnvoll sei, wenn es gelinge, Schüler zu befähigen, Selbstständigkeit und Eigenverantwortung im Lernen zu entwickeln. Über Dreiviertel der Befragten geben an, dass Distanzunterricht für den regulären Unterricht in der bis 2020 praktizierten Form nicht leistbar sei (Eltern: 76 %, Lehrende: 78 %).

##### Ausmaß von Lernrückständen und Umgang mit ihnen
Andreas Frey, Professor für Pädagogische Psychologie an der Johann Wolfgang Goethe-Universität Frankfurt am Main, bewertete im Juni 2021 die Folgen der Schulschließungen als verheerend: „Die durchschnittliche Kompetenzentwicklung während der Schulschließungen im Frühjahr 2020 ist als Stagnation mit Tendenz zu Kompetenzeinbußen zu bezeichnen und liegt damit im Bereich der Effekte von Sommerferien.“ Er räumte allerdings ein, dass die Ergebnisse für den Winter 2020/2021 besser ausfallen könnten (sie lagen im Juni 2021 noch nicht vollständig vor), da es deutliche Verbesserungen beim Online-Unterricht im Vergleich zum Frühjahr 2020 gegeben habe.
Systematische Lernstandserhebungen lagen in deutschen Ländern zum Ende des Schuljahres 2020/2021 nicht vor. In diesem Schuljahr fanden verbindliche Lernstandserhebungen nur in den dritten Klassen Hamburger Schulen statt. Martina Diedrich, Direktorin des Instituts für Bildungsmonitoring und Qualitätsentwicklung (IfBQ) in Hamburg, das für die Vergleichstests verantwortlich ist, stellte als Ergebnis fest, dass vor allem die Leistungen beim Leseverständnis nachgelassen hätten. In Schulen, „die nach dem Hamburger Sozialindex in sehr herausfordernden Lagen sind“, erreiche ein relativ großer Teil der Schüler nicht die Mindeststandards im Lesen. Im Bereich Mathematik seien die Lernrückstände offenbar weniger groß.
In den Niederlanden wurden die Effekte der dort vom 16. März 2020 bis zum 11. Mai 2020 dauernden Schulschließungen untersucht. Getestet wurden ca. 350.000 Schüler im Alter zwischen sieben und elf Jahren in den Klassen 4 bis 7. Die Ergebnisse des Jahres 2020 wurden mit den Leistungsständen von drei Vorjahren (2019, 2018, 2017) verglichen, die in den regelmäßig zweimal jährlich im Januar/Februar und im Mai/Juni durchgeführten „National Assessments“ erzielt worden waren. Die Ergebnisse zeigen, dass die achtwöchigen Schulschließungen bei den Schülern im Durchschnitt zu einem Wissensverlust von durchschnittlich 20 Prozent im Vergleich zu den Vorjahren geführt haben, was in etwa dem Anteil der entfallenen jährlichen Lernzeit entspricht. Daraus wurde 2021 geschlossen, dass Schüler im Fernunterricht nur wenige oder gar keine Lernfortschritte erzielt haben. Erhebliche pandemiebedingte Lernrückstände wurden auch in Belgien und der Schweiz nachgewiesen.
Die Bundesregierung sprach in der am 4. Januar 2022 nachgeschobenen Rechtfertigung ihres im Mai 2021 beschlossenen Aktionsprogramms „Aufholen nach Corona für Kinder und Jugendliche“ davon, dass die pandemiebedingten Schulschließungen bei bis zu einem Viertel der Schüler zu deutlichen Lernrückständen geführt hätten. Bereits Schulschließungen von acht Wochen hatten messbare Bildungsverluste zur Folge. Der entfallene Präsenzunterricht führte zu einer Reduzierung des Unterrichts auf die Kernfächer, dem Verlernen von Arbeitshaltung und -organisation sowie zum Verlust der Fähigkeit, Schulstress bewältigen zu können. Allerdings sahen sich ein Viertel der Schülerinnen und Schüler in ihrem Lernerfolg nicht beeinträchtigt; zwischen 36 % und 52 % der Schüler berichteten, im Fachunterricht auch in der Form des Distanzunterrichts viel zu lernen.
Im April 2021 forderte der Deutsche Lehrerverband (DL), dass Bund und Länder mindestens zwei Milliarden € ausgeben müssten, um zu gewährleisten, um Lernrückstände einzelner Schüler entweder mit einer individuellen Zusatzförderung oder einem freiwilligen Zusatz-Lernjahr ausgleichen zu können. Kinder und Jugendliche mit eher geringen Lücken sollten im Schuljahr 2021/2022 eine individuelle Zusatzförderung erhalten, Schülern mit größeren Defiziten solle die Möglichkeit eines freiwilligen zusätzlichen Lernjahres angeboten werden. Für etwa 10 % der Schüler in Deutschland sei es wegen des Ausmaßes ihrer Lernrückstände ratsam, wenn sie ein Schuljahr wiederholen würden, so der Lehrerverband.
Die Nachteile der räumlichen Distanzierung zwischen Schülern konnten nur teilweise durch elektronisch vermittelte Kommunikation kompensiert werden. Insbesondere das soziale Lernen wurde durch Distanzunterricht gravierend beeinträchtigt. Aus der Sicht des Jahres 2022 zeigte Benjamin Fauth, Leiter der Abteilung Empirische Bildungsforschung am Institut für Bildungsanalysen Baden-Württemberg, auf, dass Schulen nach der Aufgabe des Instruments flächendeckender Schulschließungen sehr viel Arbeit damit hätten, „bestimmte Lernroutinen wieder einzuüben und das ganze soziale Miteinander wieder auf die Reihe zu bekommen.“
Klaus Zierer wies 2022 darauf hin, dass der massive Digitalisierungsschub während Distanzlernphasen bei vielen Schülern dazu geführt habe, dass sich der Konsum digitaler Medien auch in der Freizeit dauerhaft erhöht habe.

#### (Nicht-)Versetzung in die nächsthöhere Jahrgangsstufe
Wegen der irregulären Verhältnisse im Schuljahr 2020/2021 gab es an vielen Schulen vom betreffenden Land vorgegebene Regelungen, die vom jahrelang praktizierten landesüblichen Verfahren bei der Feststellung der (Nicht-)Versetzung von Schülern in die nächsthöhere Jahrgangsstufe abweichen. So wurde in vielen Ländern vorgeschlagen, Eltern sollten das Recht haben, ihr Kind „freiwillig sitzenbleiben“ zu lassen, wenn sie den Eindruck haben, dass die Aufholung des pandemiebedingten Lernrückstandes ihre Tochter bzw. ihren Sohn überfordern würde. In mehreren Ländern wurde im Winter 2021 das „freiwillige Sitzenbleiben“ für Schüler bis Klasse 10 zugelassen.
Schulleiter befürchteten im Februar 2021, dass die massenhafte Inanspruchnahme dieser Option zu chaotischen Zuständen in den Schulen führen könnte, da es nicht mehr mittelfristig kalkulierbar wäre, wie viele Schüler einem Jahrgang angehören werden. Außerdem könnten in den Eingangsklassen von Grundschulen dadurch „Staueffekte“ entstehen, dass sowohl neue Schüler eingeschult werden als auch Schüler, die eigentlich Zweitklässler sein könnten, in Klasse 1 unterrichtet werden müssten. Solche Effekte kann es auch in höheren Klassen und an anderen Schulformen geben.
Die Möglichkeit, Schüler ein Schuljahr wiederholen zu lassen (das sogenannte „freiwillige Sitzenbleiben“), muss von der Möglichkeit unterschieden werden, dass eine Schule die Nicht-Versetzung eines Schülers (also ein „unfreiwilliges Sitzenbleiben“) trotz schlechter Leistungen aussetzt. Es gibt Länder, in denen beschlossen wurde, das „unfreiwillige Sitzenbleiben“ abzuschaffen, z. B. Hamburg. Eltern in Hamburg, die ihr Kind ein Schuljahr wiederholen lassen wollten, mussten ab 2013 einen entsprechenden Antrag bei der „Behörde für Schule und Berufsbildung“ stellen. 2020 erließ diese ein generelles „Verbot des Sitzenbleibens“. Zum Ende des Schuljahres 2020/2021 soll das „freiwilliges Sitzenbleiben“ erleichtert werden, indem die Entscheidung an die einzelne Schule delegiert wird. Eltern sollen nicht das Recht haben, in Hamburg selbst zu entscheiden, ob ihr Kind das Schuljahr wiederholen darf. Zwar sollten Schulen in Hamburg großzügig mit entsprechenden Anträgen verfahren, sie sollten diesen aber nur dann zustimmen, wenn zu erwarten sei, dass eine Wiederholung (vor allem wegen des Ausmaßes der individuellen Lernrückstände) „pädagogisch sinnvoll und erforderlich“ sei. Maßgeblich für die Bewertung von Lernrückständen sei es nicht, welche Kompetenzen Schüler vergangener Jahrgänge in der betreffenden Jahrgangsstufe erworben haben, sondern welchen Leistungsstand der Durchschnitt der Klassenkameraden des betreffenden Schülers erreicht hat.
An hessischen Schulen wurde am Schluss des Schuljahres 2019/2020 keine Nicht-Versetzung eines Schülers beschlossen. Am Ende des Schuljahres 2020/2021 werden Beschlüsse von Versetzungskonferenzen an Schulen wieder zulässig sein, einzelne Schüler nicht in die nächsthöhere Jahrgangsstufe zu versetzen.

#### Abschlussprüfungen
Die Kultusministerkonferenz verständigte sich in ihrer Sitzung am 21. Januar 2021 darauf, dass die üblichen Abschlussprüfungen auch 2021 stattfinden sollen. Außergewöhnliche Lernrückstände sollen aber von den Ländern dadurch berücksichtigt werden können, dass Prüfungstermine so weit wie möglich ans Schuljahresende verschoben werden, dass die Zahl von Klassenarbeiten oder Klausuren reduziert wird und die Prüfungshinweise etwa durch eine Schwerpunktsetzung präzisiert werden.

##### Haupt- und Realschulabschlüsse
Eine Abgängerin von einer Realschule im niedersächsischen Landkreis Peine erhob Klage vor dem Verwaltungsgericht Braunschweig. Sie hatte in ihrer Abschlussprüfung im Jahr 2020 nur in Mathematik eine mit „befriedigend“ bewertete Leistung erbracht, in den anderen abschlussrelevanten Fächern hingegen nur eine „ausreichende“ Leistung, so dass ihr nur der Realschulabschluss und nicht der Erweiterte Sekundarabschluss I zuerkannt wurde. Nur dieser hätte ihr die Möglichkeit eröffnet, im Schuljahr 2020/2021 die Gymnasiale Oberstufe zu besuchen. Die Schulabgängerin machte geltend, dass sie durch die relativ schlechten Prüfungsnoten der Chance beraubt worden sei, den Erweiterten Sekundarabschluss zu erreichen. Dieses Ergebnis sei vor allem darauf zurückzuführen, dass ein Großteil des Unterrichts in Form von Distanzunterricht erfolgt sei, in dem die klagende Schulabgängerin nicht so effektiv wie im Präsenzunterricht habe Lernfortschritte machen können.
Mit ihrem vor dem Verwaltungsgericht eingelegten Eilantrag hatte die Schülerin keinen Erfolg (VG Braunschweig, Beschluss vom 12. Oktober 2020, 6 B 160/20). Pandemiebedingte Beeinträchtigungen müssten, so das Verwaltungsgericht, grundsätzlich hingenommen und durch Selbstdisziplin und Eigenverantwortung bei den Prüfungsvorbereitungen ausgeglichen werden. Diese Beeinträchtigungen führten nicht dazu, dass die Noten bei Abschlussprüfungen angehoben werden dürften. Zu berücksichtigen sei auch, dass das Kultusministerium den Schülern trotz der Corona-Krise einen regulären Abschluss habe ermöglichen und diese nicht durch „Not-Abschlüsse“ oder eine Verschiebung der Prüfungen langfristig in ihrer Bildungsbiographie und bei Bewerbungen habe benachteiligen wollen.

##### Abitur
Im Schuljahr 2020/2021 kam eine Diskussion über die Frage auf, ob möglicherweise das Abitur 2021 als „Notabitur“ zu bewerten sei, das es ansonsten in Deutschland nur in Kriegsjahren gab. Zu befürchten sei, dass künftige Arbeitgeber Schulabgänger des Jahres 2021 bei gleichem Notendurchschnitt als leistungsschwächer einstufen würden als Abgänger früherer Jahrgänge.
Um dieser Gefahr vorzubeugen, forderte die Hamburger Elternkammer in ihrer Sitzung am 13. Januar 2021, dass „[a]m Anforderungsprofil des Hamburger Abiturs […] festzuhalten“ sei, „um es nicht zu entwerten und eine jahrgangsübergreifende Vergleichbarkeit und Wettbewerbsfähigkeit sicherzustellen. Auch einen Corona-bedingten ‚Zensurenbonus‘ soll es nicht geben.“
Den Hamburger Eltern war bewusst, dass ihre Kinder bei einem Verzicht auf einen „Zensurenbonus“ wegen ihrer COVID-19-bedingten Lernrückstände schlechtere Noten bekommen könnten, als bei einem normalen Unterrichtsverlauf zu erwarten gewesen wären. Deshalb forderten sie auch, dass die Lehrkräfte den individuellen Lernstand der Schüler in den Blick nehmen und sie dabei unterstützen sollten, Lernrückstände aufzuholen. Der Unterricht solle sich stärker als in anderen Jahren auf die Prüfungsfächer konzentrieren. Die Elternkammer begrüßte das Konzept der Lernferien; dieses solle nicht nur dem Abiturjahrgang zugutekommen.
Eine Schülerin aus Berlin machte in einem Eilantrag an das Verwaltungsgericht Berlin geltend, dass ihr Lernumfeld bei ihren Abiturvorbereitungen stark beeinträchtigt gewesen sei. Sie sei im Vergleich zu besser situierten Mitschülern benachteiligt gewesen durch
- beengte Wohnverhältnisse,
- die dauernde Anwesenheit aller vier Haushaltsmitglieder,
- eine mangelhafte Ausstattung mit elektronischen Hilfsmitteln,
- die Schließung von Bibliotheken und den Ausschluss von dort ausleihbarem Lernmaterial sowie
- den Mangel an Geld, um dieses Material kaufen zu können.

Das Gericht gab zu (VG Berlin, Beschluss vom 20. April 2020, VG 3 L 155.20), dass Schüler, denen ein eigenes Zimmer und umfangreiche elektronische Hilfsmittel zur Verfügung stehen, auch in Zeiten, die nicht von einer Krise geprägt seien, Vorteile gegenüber Schülern hätten, die in schwächeren Familien lebten. Es stellte aber zugleich fest, dass diese Unterschiede nicht pandemiebedingt seien, also nicht nur den Abiturjahrgang 2020 beträfen. Die Abmilderung der Bildungsbenachteiligung und ihrer Folgen sei Aufgabe des Gesetzgebers, nicht der Justiz.

#### Von Schulen initiierte Schüleraktivitäten an außerschulischen Lernorten
Die Kontaktaufnahme zur lokalen Wirtschaft als Instrument der Berufsorientierung im Unterricht wurde vielen Schülern dadurch erschwert, dass an ihren Schulen mehrwöchige Schülerbetriebspraktika ausfielen. Bei Bewerbungen von Schülern um eine Ausbildungsstelle waren oft Gespräche mit physischer Anwesenheit der Gesprächspartner an demselben Ort nicht möglich.
Programme zum Schüleraustausch wurden im Lauf des Schuljahrs 2019/2020 abgebrochen. Viele Programme konnten aufgrund von Reisebeschränkungen im Schuljahr 2020/2021 nicht durchgeführt werden. Schüleraustausche gab es in diesem Schuljahr nur innerhalb Europas. Für die Schuljahre 2021/2022 und 2022/2023 sind ab Sommer 2021 wieder Anmeldungen möglich, auch für Ziele außerhalb Europas. Durch den Wegfall der Möglichkeit, mehrere Monate oder ein Jahr im Ausland zu verbringen, ging interessierten Schülern die Möglichkeit verloren, noch während ihrer Schulzeit ihre Fremdsprachkenntnisse deutlich zu verbessern. Gemeinnützige Anbieter von Schüleraustauschen wurden mit Hilfsmitteln aus dem Corona-Rettungsschirm zu unterstützt.

### Situation nach dem Abgang von Allgemeinbildenden Schulen
Von wenigen Ausnahmen abgesehen, unterliegen alle in Deutschland wohnenden Menschen ab dem 6. Lebensjahr der Schulpflicht. Hausunterricht ist in Deutschland ausdrücklich verboten. Die Vollzeitschulpflicht beinhaltet die Pflicht, neun Jahre lang am Unterricht in einer Allgemeinbildenden Schule teilzunehmen. Wer ein Schuljahr oder mehrere Schuljahre wiederholt hat, darf die Schule also vor Ende der Jahrgangsstufe 9 verlassen, auch ohne Schulabschluss. Der Abgang von einer Allgemeinbildenden Schule in diesem Alter eröffnet aber nicht die Möglichkeit, einer Vollzeiterwerbstätigkeit als ungelernte Arbeitskraft nachzugehen, da es neben der Vollzeitschulpflicht in Deutschland noch die sogenannte „Berufsschulpflicht“ zu beachten gilt. Diese endet erst nach dem zwölften Schulbesuchsjahr. Die Berufsschulpflicht wird entweder durch den (weiteren) Besuch einer Allgemeinbildenden Schule oder einer Fachschule, durch die Absolvierung einer Berufsausbildung oder durch die Teilnahme an Maßnahmen im „Übergangssystem“ erfüllt.
Dass es unter den Jugendlichen im engeren Wortsinn (d. h. den noch nicht Volljährigen) in Deutschland im Gegensatz zu anderen europäischen Ländern nur wenige NEETs und Arbeitslose gibt, ist im Wesentlichen auf die Berufsschulpflicht zurückzuführen. An dieser Situation änderte die COVID-19-Pandemie nichts.
Die COVID-19-Pandemie macht sich im Hinblick auf die Statuspassage nach dem Abgang von einer Allgemeinbildenden Schule dadurch negativ bemerkbar, dass sie
- den Anteil demotivierter Schulabbrecher am betreffenden Jahrgang erhöhen,[44]
- das Niveau der Durchschnittsnoten bzw. des Schulabschlusses senken und damit die Situation künftiger Bewerber des betreffenden Jahrgangs um eine Arbeitsstelle (nachhaltig) verschlechtern,
- die Aufnahme einer Berufsausbildung erschweren und
- die Zahl der Teilnehmer an Maßnahmen im „Übergangssystem“ erhöhen

kann.
Möglicherweise wirken sich pandemiebedingte Lernrückstände in der Sekundarstufe I oder zu Beginn der Sekundarstufe II noch negativ auf die Durchschnittsnoten im Abitur und damit (wegen des Numerus clausus bei vielen Studiengängen) auf die Chance aus, sofort nach dem Abitur ein Studium aufnehmen zu können.

### Berufsausbildung im dualen System und vollzeitschulische Berufsausbildung
Laut dem Berufsbildungsbericht 2021 des Bundesministeriums für Bildung und Forschung (BMBF) sank in Deutschland die Zahl der neu abgeschlossenen Lehrverträge im Jahr 2020 im Vergleich zu 2019 um elf Prozent, und zwar auf 467.500 Verträge. Zum ersten Mal seit 1990 wurden weniger als 500.000 Verträge abgeschlossen. Von 2,2 Millionen Unternehmen in Deutschland beteiligten sich nur noch 424.300 an der betrieblichen Berufsausbildung. Im Gegenzug gewinnt die vollzeitschulische Ausbildung im Gesundheits-, Erziehungs- und Sozialbereich an Bedeutung. In diesem Bereich gab es 2020 193.500 Neueintritte, d. h. 2,7 Prozent mehr als 2019.
Selbst von denjenigen, die 2020 erfolgreich den Unterricht in der Sekundarstufe I planmäßig mit einem Schulabschluss beenden konnten, mussten also (vor allem, aber nicht nur – der Rückgang der Zahl der Ausbildungsplätze begann in Deutschland schon vor 2020 –) pandemiebedingt mehr junge Menschen als 2019 darauf verzichten, sofort nach dem Schulabgang eine Berufsausbildung beginnen zu können. Auch während der COVID-19-Pandemie gab es jedoch viele Dienststellen der Bundesagentur für Arbeit, die deutlich mehr unbesetzte Ausbildungsstellen als noch unversorgte Bewerber um eine Ausbildungsstelle meldeten.
Probleme bekamen auch viele von denjenigen Jugendlichen und jungen Erwachsenen, die (teilweise bereits vor 2020) eine Berufsausbildung begonnen hatten:
- Während längerer Phasen behördlich angeordneter Betriebsschließungen bzw. -beeinträchtigungen mangelte es an „Ernstfallsituationen“ wie z. B. der Bedienung von Kunden in Dienstleistungsberufen;
- generell drohte das Niveau der Ausbildung durch einen Mangel an Praxiserfahrungen zu sinken, was teilweise den Erfolg in Prüfungen zu beeinträchtigen droht;
- viele Ausbildungsbetriebe gerieten in finanzielle Schwierigkeiten bis hin zur (drohenden) Insolvenz;
- eine vor Beginn der Pandemie zugesagte Weiterbeschäftigung im Ausbildungsbetrieb nach bestandener Prüfung erwies sich als nicht möglich.

### Hochschulen
Das Ministerium für Kultur und Wissenschaft des Landes Nordrhein-Westfalen informierte im April 2020 über die mit Wirkung vom 31. März 2020 gültigen Maßnahmen zum Schutz des Hochschulbetriebs in dem Land. Demnach mussten Präsenzveranstaltungen an Hochschulen in NRW so weit wie möglich ausfallen. Präsenzlehrveranstaltungen waren nur zulässig, wenn diese nicht ohne schwere Nachteile für die Studierenden entweder ohne Präsenz durchgeführt oder verschoben werden konnten. Präsenzprüfungen und darauf vorbereitende Maßnahmen waren nur zulässig, wenn sie aus rechtlichen oder tatsächlichen Gründen nicht verlegt werden konnten oder eine Verlegung den Prüflingen nicht zumutbar war. Digitale Lehr- und Prüfungsveranstaltungen fanden weiterhin statt.
Der Deutsche Gewerkschaftsbund (DGB) Baden-Württemberg berichtete im Oktober 2020 über die Ergebnisse einer Umfrage zu Faktoren, die seinerzeit Studierende als belastend, teilweise sogar das Studium gefährdend bewerteten.
- Als sehr bedrohlich empfanden Studierende ihre mangelhafte Ausstattung mit Geld. Rund 30 Prozent gaben an, dass sie nicht mehr genug Geld für Lebensmittel und Produkte für den alltäglichen Bedarf hätten. Rund 32 Prozent verfügen eigenen Angaben zufolge nicht über genug Geld für Materialien für ihr Studium, ein Viertel der Befragten könne Rechnungen nicht mehr begleichen, fast 18 Prozent ihre Miete nicht mehr bezahlen. 13,4 Prozent der Teilnehmenden gaben an, ihren Job coronabedingt verloren zu haben, rund acht Prozent seien ohne weitere Bezahlung freigestellt worden. 16,1 Prozent erhielten eigenen Angaben zufolge weniger Gehalt als vor der Krise; bei elf Prozent sei die Unterstützung durch die Familie geringer oder gar ganz weggebrochen.
- Viele Befragte klagten über Schwierigkeiten im Studienalltag und bei der Planung. 43 Prozent von ihnen erscheint der Studienablauf als unklar. 36 Prozent nehmen an, dass sich der Studienabschluss verzögern werde. Über einen deutlich gestiegenen Arbeitsaufwand beklagten sich 54 Prozent der Befragten.
- 16 Prozent der Befragten gaben an, nur unzureichend oder gar nicht an (Online-)Angeboten der Hochschule partizipieren zu können.[49]

#### Semesterbetrieb
Im Frühjahr 2020 prägte Ulrich Radtke, Vizepräsident der deutschen Hochschulrektorenkonferenz, den Begriff „Nicht-Semester“ als Bezeichnung für das Sommersemester 2020. Mehrere Professoren forderten eine Abkehr von der „Durchhalte-Rhetorik“. Die Professorin Andrea Geier erläuterte das Konzept des „Nicht-Semesters“ mit den Worten: „Es soll ganz viel stattfinden, das heißt, es soll ermöglicht werden für alle die, die was machen können und die Punkte erwerben können, aber es darf nicht zulasten derer gehen, für die das nicht möglich ist, und zwar sowohl aufseiten der Studierenden wie aufseiten der Lehrenden.“

#### Klausuren und Prüfungen
Vor der COVID-19-Pandemie waren Online-Klausuren und -Prüfungen an staatlichen deutschen Hochschulen eine seltene Ausnahme. Im Rahmen der Regelungen des für sie zuständigen Landes kann jedoch jede Hochschule frei entscheiden, in welcher Form sie prüft (online oder unter Aufsicht in der Hochschule). Es darf sogar jeder Dozent eigenverantwortlich entscheiden, welche Prüfungsform am Ende einer Vorlesung oder eines Seminars zum Einsatz kommt. An mehreren Hochschulen gab es allerdings Proteste seitens der Studierenden wegen der Auflage, dass sie es dulden sollten, dass sie während des Schreibens von Klausuren in ihrer Wohnung von einer Videokamera überwacht werden sollten. Vor allem Studierende bewerten es als unzulässig, dass Fremde Einblicke in ihre Privatsphäre gewinnen und dass so gewonnene Aufnahmen (womöglich sogar auf Servern in den USA) gespeichert werden sollten. All das sei mit deutschen Bestimmungen zum Datenschutz unvereinbar. Allerdings haben einige Oberverwaltungsgerichte die Fernaufsicht per Kamera in der Wohnung des Prüflings, teilweise auch die Aufzeichnung von Fernklausuren für zulässig erklärt.
Stefan Brink, baden-württembergischer Landesbeauftragter für Datenschutz und Informationsfreiheit, hingegen erklärte am 17. Juli 2021, dass „[b]ei einer Reihe von Examen mit Fernaufsicht über das Internet (Proctoring) […] an Hochschulen im Südwesten in der Coronazeit gegen Recht und Gesetz verstoßen worden“ sei.
Ein generelles Problem besteht in der Furcht Prüfender, dass Täuschungsversuche in Prüfungen nicht wirkungsvoll genug unterbunden werden könnten, wenn auf das Instrument der Prüfung in einem abgeschlossenen Raum mit physischer Anwesenheit von Aufsicht Führenden verzichtet werde. Begründet ist diese Furcht vor allem dann, wenn in den Prüfungen vor allem Faktenwissen abgefragt wird. Bei „Kofferklausuren“ (auch „Open-Book-Klausuren“ genannt) hingegen sind praktisch alle schriftlichen Hilfsmittel zugelassen, insbesondere das Vorlesungsskript oder beliebige Bücher. Verboten sind die Benutzung elektronischer Medien sowie das Mittel der „Expertenbefragung“, auch in Form von Gesprächen mit Kommilitonen. Dozenten stehen dieser Klausurform oft skeptisch gegenüber; Abhilfe kann eine Versicherung an Eides statt analog zu der Erklärung unter schriftlichen Hausarbeiten schaffen, durch die der Prüfling versichert, die Arbeit eigenständig verfasst zu haben. Im Falle einer falschen Versicherung an Eides statt ist bei Studierenden, im Gegensatz zu Schülern, in der Regel das Erwachsenenstrafrecht anzuwenden (§ 156 StGB). Viele Studierende bewerten das „erlaubte Spicken“ in Form von Online durchgeführten Open Book-Klausuren als zeitgemäßer als traditionelle Abfrageklausuren. Diese Form der Prüfung solle nach der Pandemie generell beibehalten werden.
Es gibt Stimmen, die Prüfungen an Hochschulen während der COVID-19-Pandemie für schwerer, aber auch solche, die sie für leichter halten als in „normalen“ Zeiten. Leichter seien sie oft insofern, als viele Prüfer bemüht seien, Beschwerden zu vermeiden und einen akzeptablen Notenschnitt zu erzielen. Schwerer seien sie insofern, als für alle Beteiligten die Situation neu sei, so dass früher gemachte Erfahrungen nur bedingt auf diese anwendbar seien.

### Übergang auf den Arbeitmarkt für Fachkräfte
Im September 2021 untersuchte Andrea Ammerland, auf welche Änderungen in den Einstellungen und Verhaltensweisen sich Personalverantwortliche in deutschen Unternehmen einstellen müssen, die beabsichtigen, Bewerber aus der „Generation Corona“ zu beschäftigen, die typische Übergangssituationen anders als die Jahrgänge vor ihnen erlebt haben.
Seit Langem gebe es Ammerland zufolge wirtschaftswissenschaftliche Untersuchungen über die Einkommensentwicklung von Menschen, deren Start ins Berufsleben in eine Phase der Rezession fiel (eine solche gab es in Deutschland am Beginn der COVID-19-Pandemie). Es sei eine gesicherte Erkenntnis, dass jemand, der „in einer Rezession in das Berufsleben startet, […] im Durchschnitt ein um zehn bis 15 Prozent geringeres Jahreseinkommen“ erhalte als jemand, dessen Berufseintritt zu einem günstigeren Zeitpunkt stattgefunden habe. Der Effekt eines vergleichsweise niedrigen Einkommens mache sich zehn bis 15 Jahre lang bemerkbar. Geringer Qualifizierte treffe dieser Effekt offenbar noch stärker als gut qualifizierte Fachkräfte.
Viele Aussagen über die Generation Z müssten, so Ammerland weiter, revidiert werden. Vor allem mäßen Menschen im Alter von 18 bis 25 Jahren, wie die meisten Berufseinsteiger in Rezessionszeiten, der Vergütung einen höheren Stellenwert bei als Angehörige benachbarter Geburtsjahrgänge ohne gestörte Phase des Übergangs in den Beruf. Ein hohes Einkommen sei ihnen wichtiger als Sinnerfüllung oder gesellschaftliche Verantwortung.

### Erwachsenen- und Weiterbildung
Unter Kontaktverboten und der Schließung von Einrichtungen aller Art während der COVID-19-Pandemie in Deutschland litten auch Dienstleister, die Maßnahmen zur Erwachsenen- und Weiterbildung anbieten. Nach dem 16. März 2020 wurden viele Präsenzveranstaltungen in diesen Bereichen durch die staatliche Exekutive untersagt. Erst im Frühsommer 2021 waren solche Veranstaltungen unter Auflagen in allen Ländern wieder möglich.
Mit Beginn des ersten Lockdowns konnten durchschnittlich nur noch vier von zehn bereits laufenden Weiterbildungsveranstaltungen (41 %) fortgesetzt werden, indem diese in den virtuellen Raum verlagert wurden, beziehungsweise deshalb, weil es sich bereits um Online-Formate handelte. Von den Veranstaltungen mit geplantem Start im Zeitraum des ersten Lockdowns mussten sogar durchschnittlich vier von fünf (77 %) verschoben oder ersatzlos abgesagt werden. Auch nach dessen Aufhebung war keine Rückkehr zum Normalbetrieb möglich. Präsenzveranstaltungen konnten häufig nur mit einer reduzierten Zahl von Teilnehmenden stattfinden, um die in den Hygienekonzepten vorgeschriebenen Mindestabstände einzuhalten, was zu weiteren Einnahmeausfällen bei den Anbietern führte. Häufig reagierten die Weiterbildungsanbieter mit flexiblen Arbeitsmodellen auf die Herausforderungen der Pandemie. 56 % führten Telearbeit beziehungsweise Arbeiten im Homeoffice ein, und 46 % weiteten bereits bestehende Angebote im Verlauf der Pandemie aus.

### Maßnahmen der Politik

#### Verringerung der Lernrückstände bei Schülern
Im Mai 2021 beschloss das Bundesministerium für Bildung und Forschung (BMBF) ein „Aktionsprogramm Aufholen nach Corona“. In den Jahren 2021 und 2022 sollten 2 Milliarden € von den Ländern für die vier Säulen des Programms ausgegeben werden, und zwar für den Abbau von Lernrückständen, Maßnahmen zur Förderung der frühkindlichen Bildung, Unterstützung für Ferienfreizeiten und außerschulische Angebote sowie die Begleitung und Unterstützung von Kindern und Jugendlichen im Alltag und in der Schule. Den zusätzlichen finanziellen Belastungen der Länder zur Umsetzung in den Jahren 2021 und 2022 in ihrem Aufgabenbereich wird durch eine Erhöhung des Umsatzsteueranteils der Länder Rechnung getragen. Konkret beteiligt sich der Bund an den Kosten des Aktionsprogramms, indem er zugunsten der Länder 2021 und 2022 insgesamt auf 1,29 Milliarden € (und zwar 430 Millionen € für das Jahr 2021 und 890 Millionen € für das Jahr 2022) seines Anteils an den Umsatzsteuereinnahmen verzichtet. Die Länder sagten zu, die Zuwendungen des Bundes folgendermaßen aufgeschlüsselt auszugeben:
- 1.000 Millionen Euro für Maßnahmen zum Abbau von Lernrückständen bei Schülern,
- 70 Millionen Euro für die Stärkung der Kinder- und Jugendfreizeiten, außerschulische Jugendarbeit und Angebote der Kinder- und Jugendhilfe und
- 220 Millionen Euro für die Unterstützung und Förderung von Kindern und Jugendlichen mit Freiwilligendienstleistenden, Jugendsozialarbeit und zusätzlicher Sozialarbeit an Schulen. Damit reagierte die Bundesregierung nach eigenen Angaben „auf die eingetretenen Lernrückstände von Schülerinnen und Schülern wegen des Ausfalls von Präsenzunterricht sowie die psychosozialen Belastungen von Kindern, Jugendlichen und deren Familien.“[64]

Bis zum 31. März 2023 muss laut dem Beschluss jedes Land dem Bundesministerium für Bildung und Forschung sowie dem Bundesministerium für Familie, Senioren, Frauen und Jugend einen vorläufigen Abschlussbericht vorlegen. Eine Aktualisierung des Berichts bis zum 30. September 2023 soll bei Bedarf möglich sein.

#### Förderung der Digitalisierung von Hochschulen
Im April 2021 stellte Markus Deimann auf dem Hochschulforum Digitalisierung (HFD) eine Studie vor, in der er ein Konzept zur forcierten Digitalisierung deutscher Hochschulen vorstellte. Vorrangig gehe es darum, von der Phase E-Learnings, welches das Studium ergänzen solle, zu einer Volldigitalisierung der Hochschulen zu gelangen. Die mit der COVID-19-Pandemie verbundenen Zwänge beschleunigten Deimann zufolge den ohnehin seit den 1990er Jahren laufenden Prozess. Von besonderer Bedeutung sei es dabei gewesen, dafür zu sorgen, dass das Sommersemester 2020 nicht zu einem „Kann-Semester“, sondern zu einem planmäßigen Semester werden konnte. Die Arbeit des HFD wird durch das Bundesministerium für Bildung und Forschung gefördert.

#### Bewältigung von Krisen in Einrichtungen zur Berufsausbildung
Im August 2020 startete das Bundesministerium für Bildung und Forschung ein Programm zur Bewältigung von pandemiebedingten Krisen in Ausbildungsbetrieben und ausbildenden Einrichtungen. Von diesen konnten Ausbildungsprämien bei Erhalt oder Erhöhung ihres Ausbildungsniveaus, eine Förderung der Ausbildungsvergütung bei Vermeidung von Kurzarbeit sowie Übernahmeprämien bei Übernahme von Auszubildenden aus pandemiebedingt insolventen Betrieben beantragt werden. Im März 2021 beschloss das Bundeskabinett eine Ausweitung und Weiterentwicklung der Förderungen.

## Situation ab dem Sommer 2021
Im Sommer 2021 wurde im Hinblick auf die COVID-19-Lage die Tatsache als entscheidend bewertet, dass in der Jahresmitte 2021 in Deutschland die Phase zu Ende ging, in der zunächst kein Impfstoff gegen SARS-CoV-2 zur Verfügung stand und anschließend die Nachfrage nach dem Impfstoff das Angebot weit überschritt. Spätestens im August 2021 hatte jeder, der 12 Jahre oder älter war und dem nicht aus gesundheitlichen Gründen geraten wurde, auf eine Impfung zu verzichten, die Möglichkeit, sich vollständig gegen SARS-CoV-2 impfen zu lassen, da es in Deutschland keinen Mangel an Impfstoff mehr gab. Das trifft auch auf ältere Schüler, Auszubildende und Studierende zu.
Dadurch, dass Jugendliche und ältere Kinder durchschnittlich deutlich später als Erwachsene geimpft wurden, spielen bei ihnen im 1. Schulhalbjahr 2021/2022 Impfdurchbrüche als Folge eines Nachlassens der Wirkung des Impfstoffs noch keine wichtige Rolle.
Der Fokus der Bemühungen um möglichst störungsfreie Unterrichtsveranstaltungen bestand in dieser Zeit darin,
- diejenigen Lernenden durch Impfung gegen SARS-CoV-2 zu immunisieren, bei denen dies zulässig war,
- den Ausfall von Präsenzunterricht zu vermeiden sowie
- den Ausschluss einzelner Lernender vom gemeinsamen Lernen mit anderen an einem Ort vorbeugend zu verhindern.

Dabei galt es zu beachten, dass positiv auf SARS-CoV-2 Getestete sich in Quarantäne begeben müssen. Dasselbe gilt für enge Kontaktpersonen dieser Lernenden. Erst Ende November 2021 wurden in großem Stil Interessierte darüber informiert, dass es in Deutschland möglich ist, Kinder unter zwölf Jahren von Ärzten, die dazu bereit sind, „off label“ gegen COVID-19 impfen zu lassen.

### Regelmäßige Testungen
Das wichtigste Instrument, um SARS-CoV-2-Infektionen schnell erkennen und bekämpfen zu können, sind für deutsche Politiker regelmäßige und „kindgerechte“ Testungen auf SARS-CoV-2. Die Wichtigkeit dieser Testungen wurde auf der Konferenz der Bundeskanzlerin und der Ministerpräsidenten am 18. November 2021 bestätigt.

### Einsatz für die Möglichkeit, Jugendliche und ältere Kinder zu impfen
Seit dem 7. Juni 2021 dürfen und können sich in Deutschland Jugendliche und Kinder ab 12 Jahren gegen SARS-CoV-2 impfen lassen. Die Ständige Impfkommission (STIKO) gab daraufhin die Empfehlung heraus, nur vorbelastete und solche Minderjährige impfen zu lassen, die mit vulnerablen Personen im selben Haushalt leben.
Die Entscheidung, nicht die Impfung aller Jugendlichen und älteren Kinder gegen SARS-CoV-2 zu empfehlen, wurde von verschiedenen Seiten kritisiert. Das Verhalten der STIKO werde bewirken, dass im Herbst 2021 sehr viele ungeimpfte Schüler am Unterricht teilnehmen würden. Einige Virologen warnten im Juli 2021, dass die Inkaufnahme einer „Durchseuchung“ der Gruppe Minderjähriger zu unnötigen Hospitalisierungen führen werde. Andere Wissenschaftler verbaten sich die „Einmischung in den Prozess der Urteilsbildung von Wissenschaftlern“ durch Interessenvertreter und Politiker.
Am 18. August 2021 sprach die Ständige Impfkommission sich für Impfungen für alle Jugendlichen und Kinder ab 12 Jahren gegen SARS-CoV-2 aus. Daraufhin verschob sich der Schwerpunkt des Disputs über die Impfung Minderjähriger von der Frage, ob alle geimpft werden sollten, auf die Frage, wo Impfungen stattfinden sollten. Umstritten war die Entscheidung einiger Länder, Schulbehörden bzw. einzelner Schulen, mobile Impfteams auf dem Gelände von Schulen tätig werden zu lassen. Gegner dieser Maßnahmen argumentierten, das Ausmaß des Drucks, der auf Schüler und deren Eltern durch diese Maßnahme ausgeübt werde, sei unakzeptabel.
Die Befürchtungen von Skeptikern zum Wettlauf zwischen der Pandemie und den Maßnahmen in Bildungseinrichtungen dagegen erwiesen sich als berechtigt.
Da Jugendliche und ältere Kinder im ersten Halbjahr 2021 nicht zu den priorisierten Gruppen gehörten, die früh geimpft wurden, und da es bis zum August 2021 wegen der STIKO-Empfehlung in der Praxis vielerorts Probleme gab, Ärzte zu finden, die zur Impfung Minderjähriger bereit waren, fanden die ersten Impfungen Minderjähriger relativ spät statt. Am 7. September 2021 waren ein Drittel aller 12-17-Jährigen in Bayern einmal, ein Viertel zweimal geimpft. Auch aufgrund der relativ niedrigen Impfquote lag die 7-Tage-Inzidenz Ende August (also vor dem Schulbeginn in Bayern) bei der betreffenden Altersgruppe deutlich höher als in der Allgemeinbevölkerung (200 bei den 16-18-Jährigen und 130 bei den 12-15-Jährigen vs. 77,4 in der Gesamtbevölkerung Bayerns).

### Verbot der physischen Anwesenheit in Bildungseinrichtungen

#### Schulen

##### Verordnung einer Quarantäne für einzelne Schüler und Schülergruppen
In der Druckausgabe des Spiegel bewerteten am 11. September 2021 Claus Hecking, Armin Himmelrath und Miriam Olbrisch die Aussage, im gesamten Schuljahr 2021/2022 würden deutschlandweit alle Schüler in den Genuss von Präsenzunterricht kommen, als „Mär“. Schon bei Beginn des Schuljahrs und vor dem absehbaren Höhepunkt der „vierten COVID-19 Welle“ befänden sich Zehntausende Schüler in Deutschland in Quarantäne. Diese Maßnahme werde von deutschen Gesundheitsämtern regelmäßig zumindest dann angeordnet, wenn der Banknachbar eines Schülers positiv auf SARS-CoV-2 getestet worden sei. In einigen Ländern werde die gesamte betroffene Klasse in Quarantäne geschickt. Das Versprechen, Kinder und Jugendliche müssten im Schuljahr 2021/2022 nicht ihrer Schule fernbleiben, sei, so die Autoren, vor allem auf die Angst der Parteien vor Stimmverlusten in der Bundestagswahl 2021 bzw. zeitgleich stattfindenden Landtagswahlen zurückzuführen.
Das Land Nordrhein-Westfalen ermöglichte allerdings im September 2021 Schülern, die als Kontaktpersonen Infizierter noch nicht selbst positiv auf SARS-CoV-2 getestet worden waren, sich bereits nach fünf statt nach vierzehn Tagen „freitesten“ zu lassen.

##### Schulschließungen
Die deutsche Kultusministerkonferenz teilte am 14. Juni 2021 mit, dass sie beabsichtige, es im Schuljahr 2021/2022 nicht zu Schulschließungen kommen zu lassen. Das neue Schuljahr müsse „mit so viel Normalität wie möglich starten. Das bedeutet, dass wir von einem regelhaften Präsenzunterricht in allen Fächern und allen Jahrgängen ausgehen.“ Diese Mitteilung beruht auf dem Beschluss der KMK vom 10. Juni 2021 zum „Schulische[n] Regelbetrieb im Schuljahr 2021/2022“.
Kein Bildungsministerium war allerdings im Sommer 2021 bereit, eine Garantie dafür abzugeben, dass der Unterricht während des gesamten Schuljahres 2021/2022 in Präsenzform erteilt werden wird. Friedrich Merz hingegen forderte am 1. Juli 2021: „Ganz gleich, ob die vierte, fünfte, sechste oder siebte Welle kommt: Lasst die Schulen auf!“.
Das Bundesverfassungsgericht stellt zu den eventuellen Wirkungen weiterer Schulschließungen fest: „Jede weitere Schulschließung verschlechtert nochmals die Möglichkeiten zur Entwicklung und Entfaltung der Persönlichkeit der betroffenen Schüler; die Intensität der Beeinträchtigung wächst daher mit jedem Eingriff. Das gilt auch für den Erwerb sozialer Kompetenzen. Je länger die Schulschließungen andauern, desto mehr geht die für die Persönlichkeitsentwicklung wichtige Gruppenfähigkeit verloren. Denn es entfällt ein Raum, in dem die Kinder und Jugendlichen die Aufrechterhaltung sozialer Kontakte in Interaktion mit anderen einüben können. Dies gilt umso mehr, als infolge der zur Bekämpfung der Pandemie ergriffenen Maßnahmen für die Betroffenen auch andere Räume der Begegnung nur eingeschränkt oder gar nicht zur Verfügung standen. Dies konnten auch digitale Räume so nicht ersetzen.“

#### Kindertagesstätten
Auch nach den Sommerferien 2021 bildeten noch nicht eingeschulte Kinder eine Problemgruppe. Denn Kinder im Vorschulalter tragen zumeist keine Mund-Nasen-Bedeckung und haben keinen festen Platz in ihrer Gruppe; daher sei, so der „Spiegel“, die Anordnung einer Quarantäne für die gesamte Gruppe im Fall der Infektion eines Kindes deutschlandweit auch in der zweiten Jahreshälfte 2021, anders als etwa in den meisten deutschen Schulen, der Regelfall.

### Anwendung der 3G-Regel
Am 16. Juli 2021 teilte die Hochschulrektorenkonferenz mit, dass sich alle deutschen Hochschulen darauf einrichteten, dass ab dem Wintersemester 2021/2022 die 3G-Regel gelten werde. Dieser zufolge dürfen öffentlich zugängliche geschlossene Räume nur von Personen betreten werden, die entweder vollständig gegen COVID-19 geimpft bzw. von der Krankheit genesen sind oder als Ungeimpfte durch eine schriftliche aktuelle Bescheinigung nachweisen können, dass sie nicht mit SARS-CoV-2 infiziert sind. Dadurch soll das Präsenzstudium als Regelfall wieder möglich werden. Darüber hinaus appellierte die HRK dringend an noch Ungeimpfte, sich gegen COVID-19 impfen zu lassen.
Die HRK bereite sich davor vor, dass Übungen und Seminare „mit Maske und unter Einhaltung der Abstands- und Lüftungsregeln in Präsenz, größere Vorlesungen eher digital durchgeführt werden.“ Hybride Formate mit der Möglichkeit, digital oder auch in Präsenz teilzunehmen, würden angeboten, sofern dies didaktisch sinnvoll, technisch möglich und finanzierbar sei. Hybride Formate könnten allerdings nicht die Regel sein.

## Situation ab dem Herbst 2021

### Verbesserte Impfmöglichkeiten für Kinder
Ein Hauptproblem für Kindertagesstätten und Schulen, vor allem für Grundschulen, bestand bis Ende November 2021 darin, dass es, von wenigen Ausnahmen abgesehen, bis Ende November 2021 nicht zulässig war, Kinder zu impfen, die noch nicht zwölf Jahre alt waren. Diese Kinder gehörten als unfreiwillig Ungeimpfte ebenso zur Gruppe der Ungeimpften wie freiwillig ungeimpfte Erwachsene sowie freiwillig ungeimpfte Jugendliche und ältere Kinder (mit dem Vorbehalt, dass – s. o. – ältere Minderjährige eine Zeitlang Schwierigkeiten hatten, impfbereite Ärzte zu finden).
Die Situation änderte sich grundlegend ab dem 25. November 2021. An diesem Tag empfahl die Europäische Arzneimittel-Agentur (EMA) der Europäischen Kommission, eine an den Bedarf des kindlichen Körpers angepasste Variante des Impfstoffs von BioNTech/Pfizer zuzulassen. Eine Empfehlung der Ständigen Impfkommission (STIKO) für den Gebrauch des Impfstoffs wird für den 13. Dezember 2021 erwartet. Nach Angaben des geschäftsführenden Bundesgesundheitsministers Jens Spahn stehen 2,4 Millionen Dosen des Impfstoffs für Kinder ab dem 20. Dezember 2021 zur Verfügung. Weitere Lieferungen seien in den ersten Monaten des Jahres 2022 zu erwarten. Von einer zügigen Impfung von Kindern im Alter zwischen fünf und elf Jahren erhoffen sich viele einen erheblichen Rückgang der Zahl positiv auf SARS-CoV-2 getesteter Kinder, so dass Quarantänefälle, Hybridunterricht und Schulschließungen deutlich seltener werden als zu Beginn der vierten Pandemiewelle.
Der Kinderschutzbund Berlin setzte sich ab Ende November 2021 dafür ein, dass fünf bis elf Jahre alte Kinder sofort geimpft werden. Das sei im Rahmen von „Off label-Impfungen“ durch Ärzte möglich, die hierzu bereit seien. Bis zum 1. Dezember 2021 seien mehr als 20.000 Kinder unter zwölf Jahren in Deutschland „off label“ gegen COVID-19 geimpft worden. Die Nachfrage nach Impfungen für diese Altersgruppe sei, so der Kinderschutzbund, „riesig“. Die STIKO aktualisierte am 9. Dezember 2021 ihre COVID-19-Impfempfehlung und empfiehlt seitdem Kindern im Alter von 5 bis 11 Jahren mit Vorerkrankungen die Impfung gegen COVID-19. Bei individuellem Wunsch können gemäß der STIKO auch Kinder ohne Vorerkrankung geimpft werden.

### Urteil des Bundesverfassungsgerichts zu Schulschließungen
Das Bundesverfassungsgericht beschloss zum Thema „Schulschließungen während der COVID-19-Pandemie“ am 19. November 2021:
1. Aus Art. 2 Abs. 1 in Verbindung mit Art. 7 Abs. 1 GG folgt ein Recht der Kinder und Jugendlichen gegenüber dem Staat, ihre Entwicklung zu einer eigenverantwortlichen Persönlichkeit auch in der Gemeinschaft durch schulische Bildung zu unterstützen und zu fördern (Recht auf schulische Bildung). 

2. Das Recht auf schulische Bildung umfasst verschiedene Gewährleistungsdimensionen: 

a. Es vermittelt den Kindern und Jugendlichen einen Anspruch auf Einhaltung eines für ihre chancengleiche Entwicklung zu eigenverantwortlichen Persönlichkeiten unverzichtbaren Mindeststandards von Bildungsangeboten, enthält jedoch keinen originären Leistungsanspruch auf eine bestimmte Gestaltung staatlicher Schulen. 

b. Aus dem Recht auf schulische Bildung folgt zudem ein Recht auf gleichen Zugang zu staatlichen Bildungsangeboten im Rahmen des vorhandenen Schulsystems. 

c. Das Recht auf schulische Bildung umfasst auch ein Abwehrrecht gegen Maßnahmen, welche das aktuell eröffnete und auch wahrgenommene Bildungsangebot einer Schule einschränken, ohne das in Ausgestaltung des Art. 7 Abs. 1 GG geschaffene Schulsystem als solches zu verändern. 

3. Entfällt der schulische Präsenzunterricht aus überwiegenden Gründen der Infektionsbekämpfung für einen längeren Zeitraum, sind die Länder nach Art. 7 Abs. 1 GG verpflichtet, den für die Persönlichkeitsentwicklung der Kinder und Jugendlichen unverzichtbaren Mindeststandard schulischer Bildung so weit wie möglich zu wahren. Sie haben dafür zu sorgen, dass bei einem Verbot von Präsenzunterricht nach Möglichkeit Distanzunterricht stattfindet.
Die Richter ermahnten den Gesetzgeber und die staatliche Exekutive, vor Schulschließungen zu überprüfen, ob es tatsächlich keine milderen Mittel zur Abwendung der von COVID-19 ausgehenden Gefahren als eine Schulschließung gebe, und dieses Mittel nur als „ultima ratio“ anzuwenden.

### Situation in Schulen
Am 11. Oktober 2021 ordnete der Landkreis Ammerland die Schließung einer Grundschule in Westerstede an, nachdem aus mehreren Klassen der Schule positive Ergebnisse von ersten COVID-19-Schnelltests gemeldet werden mussten.
Im November 2021 betrug die 7-Tage-Inzidenz bei Grundschülern in Brandenburg 1133, bei Sek-I-Schülern sogar 1318. Nach den Sommerferien 2021 war in dem Land die Pflicht zum Maskentragen im Unterricht für Grundschüler abgeschafft worden. Anfang November 2021 betrug die 7-Tage-Inzidenz der 5-14-Jährigen im Landkreis Elbe-Elster 2421. Ein derart hoher Wert für eine Altersgruppe war zuvor in Deutschland vom Robert Koch-Institut noch nie registriert worden.
Mitte Dezember 2021 waren COVID-19-bedingt über 200 Schulen in Sachsen ganz oder teilweise geschlossen. Für ganz Deutschland meldete das Portal statista.com 1526 Schulen mit eingeschränktem Präsenzbetrieb in der Kalenderwoche 48/2021 (29. November bis 5. Dezember 2021).
Das Land Niedersachsen bot am 10. Dezember 2021 interessierten Eltern an, ihre Kinder von der Pflicht zur Teilnahme am Präsenzunterricht in der Zeit vom 20. bis zum 22. Dezember 2021 befreien zu lassen. Diese Regelung sei „mit Blick auf noch nicht vollständig geimpfte oder geboosterte Familienmitglieder und/oder Angehörige aus Risikogruppen“ geschehen, die „einen weitergehenden Schutz zum Weihnachtsfest benötigen“. Für alle anderen Schüler findet in dieser Zeit weiterhin Präsenzunterricht statt. Ein Recht auf ein Distanzlernangebot haben vom Präsenzunterricht befreite Schüler jedoch an den drei Tagen nicht.
Bis Mitte Februar 2022 fand der Wechsel vom 1. zum 2. Schulhalbjahr 2021/2022 statt. In diesem Zeitraum wurden bundesweit Zwischenzeugnisse erteilt. Das erste Schulhalbjahr 2021/2022 war das erste Halbjahr seit Beginn der Pandemie, das durch durchgängigen Präsenzunterricht gekennzeichnet war. Diskussionen über die Zeugnisnoten kamen insbesondere in Bayern auf, wo auch in Pandemiezeiten eine Durchschnittsnote von 2,33 erforderlich ist, damit ein Viertklässler das Gymnasium besuchen darf, sowie eine Durchschnittsnote von 2,66, damit ihm ein Wechsel auf eine Realschule möglich ist. Simone Fleischmann, Vorsitzende des Bayerischen Lehrer- und Lehrerinnenverband kritisierte die Ungerechtigkeit im System, die darin bestehe, dass ignoriert werde, dass „[d]ie Schülerinnen und Schüler […] unterschiedlich lang vom Präsenzunterricht ausgeschlossen“ und „unter völlig unterschiedlichen Bedingungen unterrichtet“ worden seien. Die Unterschiede in der familiären Situation hätten sich zudem noch gravierender ausgewirkt.

### Situation Studierender
Hochschulen hielten im Verlauf des Wintersemesters 2021/22 weitgehend an ihrem Plan fest, Veranstaltungen als Präsenzveranstaltungen durchzuführen. Diese fanden zunehmend unter der 3G-Regel statt, auch an der sächsischen Technischen Universität Bergakademie Freiberg im COVID-19-Hotspot Erzgebirge. Als erste Hochschule in Bayern ordnete die Friedrich-Alexander-Universität Erlangen-Nürnberg eine 2G-Regelung für Präsenzveranstaltungen an – mit der Folge, dass nicht als „genesen“ bzw. „vollständig geimpft“ geltende Studierende von ihnen ausgeschlossen wurden. In Baden-Württemberg, wo mit Wirkung vom 25. November 2021 eine landesweit geltende 2G-Regelung angeordnet worden war, wurden von der Landesregierung „[d]ie Hochschulen […] aufgefordert, für nichtimmunisierte Studierende, die nicht an den Präsenzveranstaltungen teilnehmen können, durch geeignete Maßnahmen die Studierfähigkeit des Studiums sicherzustellen, etwa durch schriftliche Lehrmaterialien.“
Am 28. November 2021 bewertete Der Stern die Situation an deutschen Hochschulen als „chaotisch“. Der Glaube, ein Semester komplett im Präsenzbetrieb durchführen zu können, erweise sich als „Illusion“. An den meisten Hochschulen gebe es 3G-Regelungen, an einigen 2G-Regelungen. Die Rückkehr in den Hybrid- bzw. vollständigen Online-Modus sei wahrscheinlich. Auf die Situation von Studierenden, die – teilweise trotz einer „vollständigen Impfung“ – an COVID-19 erkrankt (gewesen) seien, werde weitgehend keine Rücksicht genommen. Nach drei Semestern im digitalen Unterricht sei die Moral vieler Studierender immer noch auf einem Tiefpunkt.
Die Bundesländer einigten sich am 23. November 2021 darauf, dass fehlende Leistungsnachweise sich dann nicht negativ auf die Zahlung von BAFöG-Leistungen auswirken, wenn die betreffenden Pflichtveranstaltungen nicht (auch nicht online) stattgefunden haben. Die Höchstdauer der Zahlung von BAFöG-Leistungen wurde pauschal um zwei oder drei Semester verlängert. Dadurch soll verhindert werden, dass bei BAFöG-Empfängern, vor allem am Ende des Studiums, unverschuldet Finanzierungsprobleme auftreten, die den Studienabschluss gefährden können.

## Situation von April 2022 bis April 2023

### Politische Rahmenbedingungen

#### Reduzierung der Vorgaben des Infektionsschutzgesetzes
Die bundesweiten Maßnahmen zur Eingrenzung der Corona-Pandemie waren gemäß Infektionsschutzgesetz (IfSG) bis zum 19. März 2022 befristet. Seit dem Ende der Übergangsfrist am 3. April 2022 gibt es in Deutschland keine bundesweit geltenden Kontaktbeschränkungen und keine allgemeine Maskenpflicht mehr. Sonderregelungen gab es (abgesehen von Vorschriften auf der Grundlage des Hausrechts, z. B. eines Restaurantbetreibers) bis längstens zum April 2023 nur noch für den Öffentlichen Personenverkehr, für Arztpraxen, Krankenhäuser und Wohnheime für vulnerable Menschen. Gelockert wurden auch Regelungen für Kontaktpersonen Infizierterter. „Geboosterte“ waren nicht zur Einhaltung von Quarantäneregeln verpflichtet, solange sie nicht selbst positiv auf SARS-CoV-2 getestet worden waren.
Durch den Wegfall der meisten Maßnahmen gegen die COVID-19-Pandemie und den Siegeszug des Subtyps BA.5 der COVID-19-Variante Omikron, der deutlich ansteckender als die vorangehenden Subtypen ist, baute sich ab Juni 2022 eine „Sommerwelle“ mit einer erhöhten Zahl Infizierter auf. Diese macht sich in Form einer steigenden Zahl isolationspflichtiger Schüler und Lehrer und einem entsprechenden Unterrichtsausfall auch in Schulen bemerkbar.

#### Erklärung der Beendigung des „internationalen Gesundheitsnotstands“
Im Mai 2023 hob die Weltgesundheitsorganisation (WHO) den „internationalen Gesundheitsnotstand“ auf. Damit entfiel weltweit die Grundlage für die Bekämpfung von COVID-19 als Pandemie. Bei der Corona-Pandemie handele es sich laut Tedros Adhanom Ghebreyesus, dem Leiter der WHO, mittlerweile um ein „etabliertes und andauerndes Gesundheitsproblem“, das sie weiterhin als „Pandemie“ bezeichnet. Inzwischen seien die meisten Länder zu einem Leben wie vor dem Ausbruch der Pandemie zurückgekehrt. Diese Aussage trifft auch auf Deutschland zu.

### Einzelne Maßnahmen vor der Erklärung des Notstands-Endes

#### Abitur 2022
Da auch bei Abiturienten des Jahrgangs 2022 Lernrückstände beobachtet wurden, die durch Unterrichtsausfall, Wechselunterricht und Quarantänezeiten bedingt waren, gewährten die Länder ihren Abiturienten verschiedene Formen der Erleichterung der Prüfungen. Vor allem wurde Prüflingen mehr Zeit für die Bearbeitung der Aufgaben gewährt, es gab bei schriftlichen Prüfungen mehr Aufgabenvorschläge zur Auswahl, und die Prüfungen fanden so spät wie in dem Land möglich statt (abhängig vom Zeitpunkt des Beginns der Sommerferien).

#### Schuljahr 2022/2023
Am 23. Juni 2022 betonte die Kultusministerkonferenz (KMK), dass auch im neuen Schuljahr flächendeckende Schulschließungen wegen der Corona-Pandemie ausgeschlossen bleiben sollen. Darüber hinaus kündigte die KMK an, dass im Schuljahr 2022/2023 in deutschen Schulen „größtmögliche Normalität“ angestrebt werde. Schulabgängern des Jahrgangs 2023 an allen Schulformen sagte die KMK zu, dass sie „– wie schon in den vergangenen Jahren – der aktuellen Situation angemessene Regelungen finden“ werde, „um ihnen beim Erreichen der Schulabschlüsse keine Nachteile entstehen zu lassen.“

## Fakten zu Lernrückständen

### Empirisch gesicherte Befunde

#### IQB-Test 2021
Von April bis Juli 2021 testete das Institut zur Qualitätsentwicklung im Bildungswesen (IQB) bundesweit 26.844 Vierklässler auf ihre Leistungen in den Fächern Deutsch und Mathematik. Es verwendete dabei dieselben Maßstäbe wie 2011 und 2016. Dabei stellte sich heraus, dass der Anteil der Kinder, die die Bildungsstandards der Kultusministerkonferenz verfehlen, sprunghaft angestiegen sei, und die „sozialen und zuwanderungsbezogenen Disparitäten“ hätten sich noch weiter verstärkt. Während in Mathematik der Leistungsabfall so ausfalle, als wären die Kinder ein viertel Schuljahr weniger zur Schule gegangen als ihre Altersgenossen 2016, sei der Leistungsabfall im Fach Deutsch differenziert zu betrachten: Beim Lesen entspreche er einem drittel Schuljahr, bei der Orthografie einem viertel Schuljahr, beim Zuhören sogar einem halben Schuljahr. Zu berücksichtigen sei allerdings, dass nicht alle Unterschiede zwischen den Befunden 2021 und denen der Jahre 2011 und 2016 durch die Pandemie verursacht seien. Insbesondere müsse die Tatsache berücksichtigt werden, dass unter den Viertklässlern mit Migrationshintergrund sich von 2011 bis 2021 der Anteil derer, die noch selbst im Ausland geboren worden seien (d. h. der „Zugewanderten der ersten Generation“), verfünffacht habe.
Diese Befunde weisen im Wesentlichen in die gleiche Richtung wie die Empfehlung der Ständigen Wissenschaftlichen Kommission der Kultusministerkonferenz im Juni 2021. Diese legte der KMK nahe, gezielt vor allem Lernrückstände derjenigen Schüler in den Fächern Mathematik und Deutsch zu schließen, die entsprechende Lücken hätten.

#### MINT-Nachwuchsbarometer 2022
Das MINT-Nachwuchsbarometer 2022 der Joachim Herz Stiftung, das die Entwicklung bis zum späten Winter 2022 (also das gesamte erste Schulhalbjahr 2021/2022) berücksichtigt, stellt fest, dass Schüler in Deutschland während der COVID-19-Pandemie im Fach Mathematik während ihrer Grundschulzeit durchschnittlich einen Lernrückstand von 10 bis 13 Wochen aufgebaut hätten, ein Wert, der auch in vielen anderen europäischen Ländern ermittelt worden sei. Lehrkräfte in Klassen der Sekundarstufe I gaben zu Beginn des Schuljahres 2021/2022 in Befragungen an, dass rund 37 Prozent der Schüler zu diesem Zeitpunkt in der weiterführenden Schule Leistungsrückstände im Fach Mathematik aufgewiesen hätten. In den MINT-Fächern seien es etwa 39 Prozent gewesen.
Olaf Köller, Geschäftsführender Wissenschaftlicher Direktor des Leibniz-Instituts für die Pädagogik der Naturwissenschaften und Mathematik (IPN) in Kiel, warnt vor einer alarmistischen Auslegung des MINT-Nachwuchsbarometers: „Die zehn bis 13 Wochen und die Angaben zu den Leistungsstärken beziehen sich auf Grundschüler, auf die 6- bis 11-Jährigen, und auf ihren Wissensstand in Mathematik und Lesen. In den Naturwissenschaften gibt es bislang kaum Erkenntnisse, und in höheren Klassen sind die Rückstände geringer. Vom Umfang her entsprechen die zehn bis 13 Wochen dem, was wir in anderen Ländern als Folge der Corona-Pandemie, aber auch nach anderen Krisen beobachten konnten.“

#### PISA-Studie 2022
Am 5. Dezember 2023 wurden in Deutschland die Ergebnisse der PISA-Studie 2022 der Öffentlichkeit vorgestellt. Im Jahr 2022 waren für die Studie die Kompetenzen in Mathematik als Hauptdomäne, im Lesen und in den Naturwissenschaften als Nebendomänen getestet worden. In Mathematik verfehlten demnach 30 Prozent der Jugendlichen die Mindestanforderungen, im Lesen 25 Prozent. Im Vergleich zur PISA-Studie 2018 entspricht der Rückgang der Kompetenzen in Mathematik und im Lesen in Deutschland dem durchschnittlichen Lernfortschritt eines ganzen Schuljahres. Im internationalen Vergleich liegt Deutschland im Durchschnitt der OECD-Mitgliedsstaaten, in den Naturwissenschaften leicht darüber. 

Mit Bezug auf den Faktor „Schulschließungen während der Pandemie“ stellt das deutsche Schulportal fest: „Im OECD-Durchschnitt erlebten nur 51 Prozent der Schülerinnen und Schüler ähnlich lange Schulschließungen [wie in Deutschland]. In Bildungssystemen, in denen die Leistungen bei PISA 2022 hoch geblieben sind, waren weniger Schülerinnen und Schüler von längeren Schulschließungen betroffen. 

Beim Distanzunterricht hatten 35 Prozent der Schülerinnen und Schüler in Deutschland mindestens einmal pro Woche Probleme, die schulischen Aufgaben zu verstehen, und 23 Prozent hatten Probleme, jemanden zu finden, der ihnen bei schulischen Aufgaben helfen konnte. Die Unterstützung für das Wohlergehen der befragten Schülerinnen und Schüler war häufig begrenzt, wenn ihre Schulen geschlossen waren. In Deutschland gaben 48 Prozent der Schülerinnen und Schüler an, dass sie täglich durch virtuellen Live-Unterricht über ein Videokommunikationsprogramm unterstützt wurden (OECD-Durchschnitt: 51 Prozent). Aber lediglich 9 Prozent wurden täglich von jemandem aus der Schule gefragt, wie es ihnen geht (OECD-Durchschnitt: 13 Prozent).“
Das Deutsche Schulportal weist darauf hin, dass die oben genannten Befunde erhoben wurden, bevor die im Folgenden genannten Maßnahmen zur Verringerung der Lernrückstände voll wirksam werden konnten.

### Bewertung der Gegenmaßnahmen
Am 10. Mai 2022 kommentierte Karin Prien, die Präsidentin der Kultusministerkonferenz, die Ergebnisse der Zwischenberichte der Länder in Sachen des Aktionsprogramms „Aufholen nach Corona für Kinder und Jugendliche“ mit den Worten: „Lehrerinnen und Lehrer in Deutschland sorgen gemeinsam mit vielen anderen unterstützenden Kräften und Professionen an den Schulen dafür, dass die Schülerinnen und Schüler gut aus der Pandemie kommen.“
Bereits am 2. Januar 2022 kritisierte allerdings Maike Finnern, Bundesvorsitzende der Gewerkschaft Erziehung und Wissenschaft (GEW), dass „[m]ehrheitlich […] die GEW-Landesverbände […] zurück[melden], dass die Maßnahmen [des Aktionsprogramms] offenbar nicht so fruchten wie geplant“. Viele Angebote erreichten, so Finnern, nicht die Kinder, die am meisten Unterstützung bräuchten, sondern diejenigen, „deren Eltern sich darum kümmern (können).“ Finnern erklärte das damit, dass Maßnahmen nicht im System Schule „angedockt“ seien. Gelder flössen etwa in außerschulische Fördermaßnahmen und verfehlten so den Beitrag zur Chancengleichheit. Heinz-Peter Meidinger, Präsident des Deutschen Lehrerverbandes, sah im Januar 2022 ebenfalls das Problem, dass „die Freiwilligkeit der Fördermaßnahmen dazu führt, dass nicht wenige Kinder mit großen Lernlücken nicht erfasst werden.“
Am 23. Juni 2022 forderten die Kultusminister am Schluss ihrer Konferenz den Bund auf, das Aufholprogramm für Schüler zu verlängern und mehr Geld nachzuschießen.
Die Bewältigung aller Aufgaben des Bildungssystems wird dadurch belastet, dass Angaben des emeritierten Bildungsforschers Klaus Klemm zufolge bis 2035 374.300 Lehrkräfte ihre Ausbildung abschließen werden, aber zur Erfüllung der Aufgaben des deutschen Bildungswesens eigentlich 532.000 Pädagogen in den Schuldienst eingestellt werden müssten. Zu berücksichtigen ist also bei allen Planungen, die zusätzliches pädagogisches Fachpersonal erfordern, dass der Zusatzbedarf an Lehrerstunden den ohnehin zunehmenden Fachkräftemangel verschärft. 
Das Wissenschaftszentrum Berlin für Sozialforschung veröffentlichte im September 2022 eine Untersuchung der Konzeption und Umsetzung des Aktionsprogramms Aufholen nach Corona, die in weiten Teilen zu kritischen Ergebnis kam. Die Gewerkschaft Erziehung und Wissenschaft (GEW) verschärfte im September 2022 ihre Kritik vom Januar 2022: „In einem unterfinanzierten und sozial selektiven Schulsystem ist die soziale Schieflage nicht mit befristeten Projektmitteln zu korrigieren. Hier müssen die Bundes- und die Landesregierungen ein größeres Rad drehen. Nicht nur in Richtung eines inklusiveren, gerechteren und solide finanzierten Schulwesens, sondern auch mit Blick auf den eklatanten Personalmangel“.
Zum Ende des Schuljahres 2022/2023 gaben befragte Betroffene den Maßnahmen zur Reduzierung der Lernrückstände Schulnoten. Die meisten Befragten bewegten sich zwischen den Noten 3 und 5. Bemängelt wurde vor allem, dass alles in allem Lernrückstände immer noch „enorm“ seien und dass viele Kinder und Jugendliche noch immer psychische Belastungen zeigten.

## Positive Aspekte neuer Lernsituationen
Es gibt auch Stimmen, die in den mit der Pandemie verbundenen situativen Zwängen auch positive Aspekte erkennen können:
- Die Digitalisierung des Bildungswesens habe einen unerwartet starken Schub erhalten, und zwar (s. o.) nicht nur in den Hochschulen. Im Frühjahr 2020 hätten zwölf Prozent der Lehrer regelmäßig Unterricht in Form von Videokonferenzen abgehalten; ein Jahr später habe der Anteil mehr als 50 Prozent betragen, was auf eine hohe Lernfähigkeit und Flexibilität des Lehrpersonals schließen lasse.
- Fundamentalkritik etwa in Gestalt des Vorwurfs, dass der Einsatz von Computern im Unterricht zu einer digitalen Demenz führe, sei in der Pandemie kaum laut geworden. In Zukunft werde es darum gehen, „das Beste aus beiden Welten“ (der analogen und der digitalen „Welt“) für Unterrichtszwecke zu nutzen.
- Vor 2020 habe es in Deutschland kaum Praxisversuche mit einem Unterricht ohne Schüler in den Klassenräumen gegeben. Inzwischen gebe es mit dieser Unterrichtsform vielfältige Erfahrungen, die auch in „Normalzeiten“ anwendbar seien (z. B. in Gestalt eines Schultages pro Woche in Form von Fernunterricht in der Sekundarstufe II).
- Kleine Lerngruppen während des Hybridunterrichts hätten sich als pädagogisch ertragreich erwiesen. Dort sei es deutlich seltener als im „Normalunterricht“ vorgekommen, dass einzelne Schüler bloß physisch anwesend gewesen seien.
- Schüler seien generell stärker gefordert gewesen, selbstständig und in dem ihnen gemäßen Arbeitstempo an der Lösung von Aufgaben zu arbeiten.
- Lehrer hätten sich im Verlauf der Pandemie zunehmend stärker einzelnen Schülern und deren Lernproblemen zugewandt.
- Die Möglichkeit, langfristig gültige Vorgaben der Landesregierung bzw. von Schulbehörden pragmatisch zu handhaben (etwa in Form des Ausfalls eigentlich verbindlich vorgeschriebener Klassenarbeiten oder der stärkeren Konzentration des Unterrichts auf prüfungsrelevante Fächer), habe sich insgesamt positiv auf das Lernklima in den Schulen ausgewirkt.
- Auch bei witterungsbedingten Ausfällen des Präsenzunterrichts kann durch kurzfristig angesetzten Digitalunterricht ein Unterrichtsausfall vermieden werden.[129]